# Entebbe
Entebbe és una ciutat situada a la Uganda central, en una península del llac Victòria, situada a uns 37 km al sud-oest de la capital d'Uganda, Kampala, la ciutat va ser la seu de govern durant el Protectorat d'Uganda, abans de la independència el 1962. Entebbe és la ubicació de l'aeroport d'Entebbe.